# Бернациці-Гурне
Бернациці-Гурне (пол. Bernacice Górne, нім. Bahnhof Wernersdorf) — село в Польщі, у гміні Глубчиці Глубчицького повіту Опольського воєводства.
Населення — 111 осіб (2011).

## Демографія
Демографічна структура станом на 31 березня 2011 року:
|          | Загалом | Допрацездатний вік | Працездатний вік | Постпрацездатний вік |
| -------- | ------- | ------------------ | ---------------- | -------------------- |
| Чоловіки | 52      | 11                 | 39               | 2                    |
| Жінки    | 59      | 12                 | 36               | 11                   |
| Разом    | 111     | 23                 | 75               | 13                   |